# Чапарал
Чапарал је тип жбунасте вегетације медитеранског типа, развијен на западу Северне Америке (обале Калифорније). Климатске карактеристике предела где се развија чапарал су благе и влажне зиме, врела и сува лета, као и чести летњи пожари. Најважније биљне врсте у чапаралу су поједини зимзелени храстови, као и друге пирофите.

## Етимологија назива
Реч чапарал потиче из шпанског језика, од речи chaparro која означава ниске зимзелене храстове. Сама шпанска реч има баскијско порекло — реч txapar у баскијском језику означава ове храстове.

## Упореди
- макија
- гарига
- маторал
- финбос